# تی-سریز
تی-سریز (به انگلیسی: T-Series) یک شرکت هندی ضبط کننده موزیک و فیلم است که توسط گلشن کومار در سال ۱۹۸۳ تأسیس شد. از سال ۲۰۱۷ تی سریز در هند یکی از بزرگترین ضبط کننده‌های موسیقی همراه زی موزیک و سونی میوزیک هند است. این کانال در یوتیوب محبوبیت زیادی کسب کرد و با یوتیوبر معروف پیودی‌پای وارد رقابت بزرگی شد که باعث شد رازهای زیادی از این کانال افشا شود. مانند فروش غیرقانونی چند آلبوم. همچنین از مالک این شبکه به دلیل آزار جنسی شکایت شده است.